# Gymnoleon exilis
Gymnoleon exilis is een insect uit de familie van de mierenleeuwen (Myrmeleontidae), die tot de orde netvleugeligen (Neuroptera) behoort. 
Gymnoleon exilis is voor het eerst wetenschappelijk beschreven door Banks in 1911.